# Dajuan Wagner
Dajuan Wagner (Camden, 4 de fevereiro de 1983) é um ex-jogador norte-americano de basquete profissional que atuou na  National Basketball Association (NBA). Foi o número 6 do Draft de 2002.